# NHK盛岡放送局
39°43′12″N 141°8′17″E / 39.72000°N 141.13806°E
NHK盛岡放送局（日语：／），又译NHK盛岡广播电视台，是日本放送協會位於岩手縣盛岡市、負責主管NHK在岩手縣地區事務的地方广播电视台（放送局）。

## 外部連結
- 官方网站 （日語）
- NHK盛岡放送局的X（前Twitter）